# 查尔斯·A·贝里
查尔斯·A·贝里（1923年9月17日—2020年2月29日）是一位美国医生，专攻航空醫學，任职于美国国家航空航天局期间曾为阿波罗计划提供医疗保障，被誉为“宇航员医生”（"astronauts' doctor"），1973年获NASA杰出服务奖章。